# 質点
質点（しつてん、英語: point mass）とは力学的概念で、位置が一意的に定まり質量を持つ運動の要素だが、それ以外の、体積・変形・角速度などの内部自由度を一切持たないものと定義される。
点粒子の一種である。モデルであるが、初等的な積分計算で証明できるように、球対称な質量分布を持つ固い物体は、その重心運動を扱う限りにおいては、全質量をその中心に集中させた質点として扱ったとしても、近似ではなく完全に一致する。従って、例えば、惑星の公転軌道（太陽周回軌道）を計算する場合などにおいては、惑星を質点と見なしても、体積を持った球として計算した場合と全く同様の正確さで計算できる。ただしこの例の場合は、そもそも多体問題に厳密解が無い。結局のところ、近似か否かは、真の質点が存在するか否かの問題ではなく、扱っている問題において、対象を質点として扱っても厳密に一致するかそうでないかの問題である。
多数の質点が存在する系を質点系という。この場合の質点の数は、2から、一般の n個まで、様々である。質点系を扱う際には、個々の質点に自然数の番号をつけて「〜番目の質点」のように区別するとともに、総和記号を用いて式の見通しをよくすることがよく行われる。

## 質点系の力学

### 質点の運動方程式

#### 重心の運動方程式
古典力学において、質量は物体がどんな状況にあろうと変化しない値なので、質量{\displaystyle \,m}、速さ{\displaystyle {\vec {v}}}、位置座標{\displaystyle {\vec {r}}}の質点の運動方程式を次のように表すことができる。
{\displaystyle {\vec {F}}=m{\frac {d^{2}{\vec {r}}}{dt^{2}}}=m{\frac {d{\vec {v}}}{dt}}={\frac {d{\vec {p}}}{dt}}}
ここで、{\displaystyle {\vec {p}}}は運動量と呼ばれる物理量である。
質点が複数ある質点系において、重心と呼ばれる座標{\displaystyle {\vec {r}}_{G}}が存在する。質点系の質点は互いに離れてばらばらに運動しているが、すべての質点の質量を持ち、その運動は質点系そのものの運動とみなせる質点を扱うことができる。その質点が重心であり、その運動方程式を重心の運動方程式という。
{\displaystyle M{\frac {d^{2}{\vec {r}}_{G}}{dt^{2}}}={\frac {d{\vec {P}}}{dt}}=\sum _{i=1}^{N}F_{i}}
ここで、{\displaystyle \,M}は質点系内の全質量(重心の質量)、{\displaystyle \,N}は質点の個数、{\displaystyle {\vec {P}}}は全運動量(重心の運動量)、{\displaystyle \,F_{i}}はi番目の質点に働く外力である。重心の運動量は内力には依存せず、したがって、外力が働いていない系、または外力の総和が{\displaystyle \,0}の系では全運動量{\displaystyle {\vec {P}}}は保存される。
質点の個数{\displaystyle \,N}が無限にあり、連続的に分布している系では、重心座標は次のように表される。
{\displaystyle {\begin{aligned}{\vec {r}}_{G}&\equiv {\frac {1}{M}}\int _{V}^{}{\vec {r}}\,dm\\&={\frac {1}{M}}\int _{V}^{}{\vec {r}}\rho ({\vec {r}})\,dV\\&={\frac {1}{M}}\iiint _{V}^{}{\vec {r}}\rho ({\vec {r}})\,dx\,dy\,dz\\\end{aligned}}}

{\displaystyle M\equiv \int _{V}^{}\,dm=\int _{V}^{}\rho ({\vec {r}})\,dV=\iiint _{V}^{}\rho ({\vec {r}})\,dx\,dy\,dz}
ここで、{\displaystyle \rho ({\vec {r}})}は位置{\displaystyle {\vec {r}}}での質点の密度を示し、積分領域{\displaystyle \,V}は質点の分布している領域に亘っている。

#### 相対座標の運動方程式
AとBの2つの質点がある。AとBはそれぞれ座標は{\displaystyle {\vec {r}}_{A},{\vec {r}}_{B}}、質量は{\displaystyle m_{A},\,m_{B}}、速さは{\displaystyle {\vec {v}}_{A},{\vec {v}}_{B}}である。作用・反作用の法則を考慮して、Aの運動方程式に{\displaystyle \,m_{B}}を掛け、Bの方程式には{\displaystyle \,m_{A}}を掛けて引き算すれば
{\displaystyle m_{A}m_{B}{\frac {d^{2}({\vec {r}}_{B}-{\vec {r}}_{A})}{dt^{2}}}=(m_{A}+m_{B}){\vec {F}}_{BA}+m_{A}{\vec {F}}_{B}-m_{B}{\vec {F}}_{A}}
となり、外力がないとき上式は次のようになる。
{\displaystyle {\frac {m_{A}m_{B}}{m_{A}+m_{B}}}{\frac {d^{2}({\vec {r}}_{B}-{\vec {r}}_{A})}{dt^{2}}}={\vec {F}}_{BA}}
この式は、座標を{\displaystyle {\vec {r}}\equiv {\vec {r}}_{B}-{\vec {r}}_{A}}、質量を{\displaystyle \mu \equiv {\tfrac {m_{A}m_{B}}{m_{A}+m_{B}}}}とする質点の運動方程式とみなすことができる。{\displaystyle {\vec {r}}}を相対座標、{\displaystyle \,\mu }を換算質量と呼ぶ。したがって、上の運動方程式は
{\displaystyle \mu {\frac {d^{2}{\vec {r}}}{dt^{2}}}=\mu {\frac {d{\vec {v}}}{dt}}={\vec {F}}_{BA}}
のようにあらわされ、ちょうど換算質量を持つ質点が、相対速度で運動するときの運動方程式とみなせる。これを相対座標の運動方程式という。
とくに{\displaystyle m_{A}\ll m_{B}}のときには、換算質量は小さいほうの質量{\displaystyle \,m_{A}}に等しいとみなせる。
{\displaystyle \mu ={\frac {m_{A}m_{B}}{m_{A}+m_{B}}}\fallingdotseq m_{A}}
この場合には、ちょうど静止した大きな質量{\displaystyle \,m_{B}}からの力を受けて運動する、質量{\displaystyle \,m_{A}}の質点の運動方程式を表すことになる。たとえば、地球の周りを回る人工衛星は、静止している地球からの引力を受けて運動していると近似的に扱うことができる。

### 衝突
ここでは、AとBの2つの質点が衝突したとき、その前後の運動を記述する。このとき、外力が働かず、位置エネルギーは{\displaystyle \,0}か無視できる程度のものとする。運動量保存の法則から、衝突前後の運動量をそれぞれ{\displaystyle p_{A},\,p_{B},\,p'_{A},\,p'_{B}}とすれば、
{\displaystyle {\vec {p}}_{A}+{\vec {p}}_{B}={\vec {p'}}_{A}+{\vec {p'}}_{B}}
となり、衝突時に運動エネルギーが保存されているなら、
{\displaystyle {\frac {{\vec {p}}_{A}^{2}}{2m_{A}}}+{\frac {{\vec {p}}_{B}^{2}}{2m_{B}}}={\frac {{\vec {p}}_{A}'^{2}}{2m_{A}}}+{\frac {{\vec {p}}_{B}'^{2}}{2m_{B}}}}
が成り立ち、このときの衝突を弾性衝突または完全弾性衝突という。これ以外、すなわち運動エネルギーが保存されていないときの衝突を非弾性衝突といい、特に衝突後にAとBが一体となって運動したときは完全非弾性衝突と呼ぶ。
反発係数eを用いた場合、{\displaystyle \,e=1}のときが弾性衝突、{\displaystyle \,0<e<1}のときに非弾性衝突、{\displaystyle \,e=0}の場合では完全非弾性衝突と定義する。
現実には運動エネルギーは保存されず、熱エネルギーや振動エネルギーなどに一部変化する。実際には物体は質点ではないので回転運動エネルギーや変形のエネルギーなどにも変化する。

#### 1次元の衝突
相対速度の方向に座標軸をとり、質量が{\displaystyle m_{A},\,m_{B}}の2つの質点の座標軸上の衝突について記述する。運動量保存の法則から、
{\displaystyle m_{A}{\vec {v}}_{A}+m_{B}{\vec {v}}_{B}=m_{A}{\vec {v'}}_{A}+m_{B}{\vec {v'}}_{B}}
よって、反発係数の定義から、衝突後の速度は次のように表され、
{\displaystyle {\vec {v'}}_{A}={\vec {v}}_{A}+{\frac {m_{B}}{m_{A}+m_{B}}}({\vec {v}}_{B}-{\vec {v}}_{A})(1+e)}

{\displaystyle {\vec {v'}}_{B}={\vec {v}}_{B}+{\frac {m_{A}}{m_{A}+m_{B}}}({\vec {v}}_{A}-{\vec {v}}_{B})(1+e)}
衝突前後の運動エネルギーの差は
{\displaystyle {\frac {1}{2}}(m_{A}{\vec {v}}_{A}^{2}+m_{B}{\vec {v}}_{B}^{2})-{\frac {1}{2}}(m_{A}{\vec {v}}_{A}'^{2}+m_{B}{\vec {v}}_{B}'^{2})={\frac {1}{2}}{\frac {m_{A}m_{B}}{m_{A}+m_{B}}}({\vec {v}}_{A}-{\vec {v}}_{B})^{2}(1+e^{2})}
日常で1次元の衝突の例を挙げれば、ビリヤードの球同士の衝突は近似的に弾性衝突であるし、原子核の核融合反応は完全弾性衝突である。

#### 2次元の衝突
物体の衝突面でのかすり衝突について記述する。
接触面での摩擦がないとすると、接触面方向には外力も内力もはたらかないために、接触面に平行な成分は速度も運動量も保存される。衝突前の速さと接線のなす角をそれぞれ{\displaystyle \alpha ,\,\beta }、衝突後の速さと接線のなす角をそれぞれ{\displaystyle \alpha ',\,\beta '}ととると、接線方向の成分は
{\displaystyle v_{A}'\,\cos \alpha '=v_{A}\,\cos \alpha }

{\displaystyle v_{B}'\,\cos \beta '=v_{B}\,\cos \beta }
接触面に直行する成分(法線成分)は、
{\displaystyle v'_{A}\sin \alpha '=v_{A}\cos \alpha +{\frac {m_{B}}{m_{A}+m_{B}}}(v_{B}\sin \beta -v_{A}\sin \alpha )(1+e)}
{\displaystyle v'_{B}\sin \beta '=v_{B}\sin \beta +{\frac {m_{A}}{m_{A}+m_{B}}}(v_{A}\sin \alpha -v_{B}\sin \beta )(1+e)}
となる。

### 力のモーメント
質点系の力のモーメントは全質点の外力のモーメントの総和に等しく、内力のモーメントに依存しない。
{\displaystyle {\vec {N}}\equiv \sum _{i}{\vec {N}}_{i}=\sum _{i}{\vec {r}}_{i}\times {\vec {F}}_{i}=\sum _{i}{\frac {d{\vec {l}}_{i}}{dt}}={\frac {d{\vec {L}}}{dt}}}

{\displaystyle \sum _{i}{\vec {l}}_{i}\equiv {\vec {L}}}